# コントロールチェンジ
MIDIにおけるコントロールチェンジ (Control Change, CC) とは、音量や音の性質などに関する操作を表現するMIDIメッセージである。コントロールチェンジのメッセージは、どの要素を変更するのかを示すコントロールナンバーと、その要素に設定する値で構成される。コントロールナンバーを含むMIDI規格全般は、国際団体のMIDI Manufacturers Association (MMA) および日本の社団法人音楽電子事業協会 (AMEI) が協働して管理・公開している。

## コントロールチェンジ一覧
コントロールナンバーは主に、ctrl 0 - 63は連続可変系統、ctrl 64 - 95はスイッチ系統、ctrl 96 - 121は特殊系統、ctrl 121 - 127はモード・メッセージ用として割り当てられている。

### 連続可変系統 MSB
- ctrl 0 バンク・セレクト MSB
- ctrl 1 モジュレーション
- ctrl 2 ブレス・コントロール
- ctrl 3
- ctrl 4 フット・コントロール
- ctrl 5 ポルタメント・タイム
- ctrl 6 データ・エントリー MSB
- ctrl 7 メイン・ヴォリューム
- ctrl 8 バランス・コントロール
- ctrl 9
- ctrl 10 パンポット
- ctrl 11 エクスプレッション
- ctrl 12
- ctrl 13
- ctrl 14
- ctrl 15
- ctrl 16 汎用操作子 1
- ctrl 17 汎用操作子 2
- ctrl 18 汎用操作子 3
- ctrl 19 汎用操作子 4
- ctrl 20
- ctrl 21
- ctrl 22
- ctrl 23
- ctrl 24
- ctrl 25
- ctrl 26
- ctrl 27
- ctrl 28
- ctrl 29
- ctrl 30
- ctrl 31

### 連続可変系統 LSB
- ctrl 32 バンク・セレクト LSB
- ctrl 33 モジュレーション
- ctrl 34 ブレス・コントロール
- ctrl 35
- ctrl 36 フット・コントロール
- ctrl 37 ポルタメント・タイム
- ctrl 38 データ・エントリー LSB
- ctrl 39 ボリューム
- ctrl 40 バランス
- ctrl 41
- ctrl 42
- ctrl 43
- ctrl 44
- ctrl 45 汎用操作子 1
- ctrl 46 汎用操作子 2
- ctrl 47 汎用操作子 3
- ctrl 48 汎用操作子 4
- ctrl 49
- ctrl 50
- ctrl 51
- ctrl 52
- ctrl 53
- ctrl 54
- ctrl 55
- ctrl 56
- ctrl 57
- ctrl 58
- ctrl 59
- ctrl 60
- ctrl 61
- ctrl 62
- ctrl 63
- ctrl 64 ダンパーペダル(ホールド1)

### スイッチ系統
- ctrl 65 ポルタメント
- ctrl 66 ソステヌート(コード・ホールド)
- ctrl 67 ソフト・ペダル
- ctrl 68
- ctrl 69 フリーズ(ホールド2)
- ctrl 70 メモリー・パッチ・セレクト
- ctrl 71 ハーモニック・コンテント (＝レゾナンス) (ローランド製音源やヤマハ製音源)
- ctrl 72 リリース・タイム (ヤマハ製音源のみ)
- ctrl 73 アタック・タイム (ヤマハ製音源のみ)
- ctrl 74 ブライトネス (＝カットオフ周波数)(ローランド製音源やヤマハ製音源)
- ctrl 75 ディケイ・タイム (ヤマハ製音源のみ)
- ctrl 76 ヴィブラート・レイト (ヤマハ製音源のみ)
- ctrl 77 ヴィブラート・デプス (ヤマハ製音源のみ)
- ctrl 78 ヴィブラート・ディレイ (ヤマハ製音源のみ)
- ctrl 79
- ctrl 80 汎用操作子 5
- ctrl 81 汎用操作子 6
- ctrl 82 汎用操作子 7
- ctrl 83 汎用操作子 8
- ctrl 84
- ctrl 85
- ctrl 86
- ctrl 87
- ctrl 88
- ctrl 89
- ctrl 90
- ctrl 91 汎用エフェクト 1 (リバーブ)
- ctrl 92 汎用エフェクト 2 (トレモロ)
- ctrl 93 汎用エフェクト 3 (コーラス)
- ctrl 94 汎用エフェクト 4 (セレステorヴァリエーション)
- ctrl 95 汎用エフェクト 5 (フェイザー)

### 特殊系統
RPN (MSB,LSB)
ピッチベンド・センシティビティ (0,0)
マスターファインチューニング (0,1)
マスターコースチューニング (0,2)
RPN ヌル (127,127)
NRPN (MSB,LSB)
ビブラート・レイト (1,8)
ビブラート・デプス (1,9)
ビブラート・ディレイ (1,10)
カットオフ・フリケンシー (1,32)
レゾナンス (1,33)
アタックタイム (1,99)
ディケイタイム (1,100)
リリースタイム (1,102)
NRPNドラム・エディット (MSB,LSB)
ピッチ (24,x)
レベル (26,x)
パンポット (28,x)
リバーブセンドレベル (29,x)
コーラスセンドレベル (30,x)
ディレイセンドレベル (31,x)
- ctrl 96 データ・インクリメント
- ctrl 97 データ・デクリメント
- ctrl 98 NRPN (LSB)
- ctrl 99 NRPN (MSB)
- ctrl 100 RPN (LSB)
- ctrl 101 RPN (MSB)
- ctrl 102
- ctrl 103
- ctrl 104
- ctrl 105
- ctrl 106
- ctrl 107
- ctrl 107
- ctrl 108
- ctrl 109
- ctrl 110
- ctrl 111
- ctrl 112
- ctrl 113
- ctrl 114
- ctrl 115
- ctrl 116
- ctrl 117
- ctrl 118
- ctrl 119
- ctrl 120 オール・サウンド・オフ

### モード・メッセージ用
- ctrl 121 リセット・オール・コントローラー
- ctrl 122 ローカル・コントロール
- ctrl 123 オール・ノート・オフ
- ctrl 124 オムニ・オフ
- ctrl 125 オムニ・オン
- ctrl 126 モノ・オン
- ctrl 127 ポリ・オン